# 章惠皇后
章惠皇后（984年—1036年），楊氏，益州郫县人，宋真宗淑妃。

## 生平
楊氏祖父杨瑫，父杨知俨，叔楊知信，隶禁军，为天武副指挥使。杨氏在十二岁入真宗的王府为妾。真宗即位后，于景德元年（1004年）的正月，册封为五品才人。后进三品婕妤、从一品婉仪。杨氏通敏有智思，与真宗的宠妃刘氏交好，奉顺刘氏，情如姐妹。凡真宗晋升刘氏，也会晋封杨氏。夫妻三人彼此信任无间。真宗东封、西祀，凡巡幸，杨妃皆随从。刘氏成為皇后不久后，晋封杨氏为淑妃。
此前，刘皇后“借腹生子”生下赵受益，即后来的宋仁宗，因为年龄已长，而命杨妃代为哺育，两人一起看顾皇子，细心照料。故赵受益称刘氏为“大娘娘”，杨氏为“小娘娘”。
真宗逝世，宋仁宗即位，尊刘皇后为皇太后，楊淑妃為皇太妃。年幼的宋仁宗即位之初，由刘太后掌权，对他管教甚严。因他有风痰之疾，刘太后禁止他吃虾蟹等海鲜。杨太妃则私下藏起来给仁宗食用，称：“太后何苦虐吾儿如此。”因此，仁宗埋怨刘太后，而亲近杨太妃。刘太后崩逝後，遗诏命晉楊太妃为皇太后。仁宗奉命，尊杨太妃为保慶皇太后。
景祐三年，楊太后無疾而薨，享年五十三岁。殡于皇儀殿。追谥为莊惠皇后，後改諡為章惠皇后。杨氏父祖皆累赠至一品，叔杨知信赠节度使。从弟杨景宗亦被宋真宗优待。寶元二年，妹婿李元亨赠内殿崇班。

## 延伸阅读
[在维基数据编辑]
 《宋史·卷242》，出自脱脱《宋史》

## 外部連結
- 《中國帝王皇后親王公主世系錄》宋　第四篇　皇后篇